# Arauquita
Arauquita è un comune della Colombia facente parte del dipartimento di Arauca.
Il centro abitato venne fondato da un gruppo di missionari gesuiti nel 1675 con il nome di "San Lorenzo". Il comune, istituito una prima volta nel 1943, venne successivamente accorpato a quello di Tame, per divenire nuovamente entità indipendente nel 1971.